# Kym Karath
Kym Karath est une actrice américaine née le 4 août 1958 à Los Angeles, Californie (États-Unis).

## Filmographie
- 1963 : La Montagne des neuf Spencer (Spencer's Mountain) : Pattie-Cake Spencer
- 1963 : Le Piment de la vie (The Thrill of It All) : Maggie Boyer
- 1964 : Prête-moi ton mari (Good Neighbor Sam) : Denise Bissel
- 1965 : La Mélodie du bonheur (The Sound of Music) : Gretl von Trapp
- 1970 : La Force du destin ("All My Children") (série TV) : Kristen (1988)
- 1981 : Midnight Offerings (TV) : Monique